# コルトン・ウェルカー
コルトン・ウェルカー（Colton Welker, 1997年10月9日 - ）は、 アメリカ合衆国フロリダ州ブロワード郡コーラルスプリングス出身のプロ野球選手（三塁手）。右投右打。アメリカ独立リーグ・アトランティックリーグのヨーク・レボリューション所属。

## 経歴
2016年のMLBドラフト4巡目（全体110位）でコロラド・ロッキーズから指名され、プロ入り。なお、契約しない場合はマイアミ大学へ進学の予定であった。契約後、傘下のパイオニアリーグのルーキー級グランドジャンクション・ロッキーズでプロデビュー。51試合に出場して打率.329、5本塁打、36打点、6盗塁を記録した。
2017年はA級アッシュビル・ツーリスツでプレーし、127試合に出場して打率.350、6本塁打、33打点、5盗塁を記録した。
2018年はA+級ランカスター・ジェットホークスでプレーし、133試合に出場して打率.333（カリフォルニアリーグ首位打者）、13本塁打、82打点、5盗塁を記録した。
2019年はAA級ハートフォード・ヤードゴーツでプレーし、98試合に出場して打率.252、10本塁打、53打点、2盗塁を記録した。オフにはアリゾナ・フォールリーグに参加し、ソルトリバー・ラフターズに所属した。
2020年は新型コロナウイルスの影響でマイナーリーグの試合が開催されなかったため、公式戦の出場は無かった。オフの11月20日にルール・ファイブ・ドラフトでの流出を防ぐために40人枠入りした。
2021年5月6日、禁止薬物陽性反応が出たため80試合の出場停止処分を科された。処分明けの9月8日にメジャーデビュー。この年は19試合に出場して打率.189を記録した。
2022年はAAA級アルバカーキ・アイソトープスで開幕を迎え10試合に出場して打率.324を記録していたが、4月下旬より欠場に入り、6月3日に肩の負傷を治療するため手術を受けることが発表された。7月6日にDFAとなった。

### ジャイアンツ傘下時代
2022年7月8日にウェイバー公示を経てサンフランシスコ・ジャイアンツに移籍した。手術からのリハビリのためマイナーでも試合出場はなく、シーズン終了後の11月18日に一旦フリーエージェント（FA）となり、翌日にマイナー契約で再契約を結んだ。
2023年はAAA級サクラメント・リバーキャッツで迎えたが、43試合に出場して打率.237、0本塁打、13打点という成績に終わり、7月14日に自由契約となった。

### 独立リーグ時代
2024年4月8日にアトランティックリーグのヨーク・レボリューションと契約した。

## プレースタイル
ノーラン・アレナドの後継者として期待され、力強いスウィングを持ち味とする。

## 詳細情報

### 年度別打撃成績
| 年 度    | 球 団    | 試 合 | 打 席 | 打 数 | 得 点 | 安 打 | 二 塁 打 | 三 塁 打 | 本 塁 打 | 塁 打 | 打 点 | 盗 塁 | 盗 塁 死 | 犠 打 | 犠 飛 | 四 球 | 敬 遠 | 死 球 | 三 振 | 併 殺 打 | 打 率 | 出 塁 率 | 長 打 率 | O P S |
| -------- | -------- | ----- | ----- | ----- | ----- | ----- | -------- | -------- | -------- | ----- | ----- | ----- | -------- | ----- | ----- | ----- | ----- | ----- | ----- | -------- | ----- | -------- | -------- | ----- |
| 2021     | COL      | 19    | 40    | 37    | 7     | 7     | 1        | 0        | 0        | 8     | 2     | 0     | 0        | 0     | 0     | 3     | 0     | 0     | 11    | 1        | .189  | .250     | .216     | .466  |
| MLB：1年 | MLB：1年 | 19    | 40    | 37    | 7     | 7     | 1        | 0        | 0        | 8     | 2     | 0     | 0        | 0     | 0     | 3     | 0     | 0     | 11    | 1        | .189  | .250     | .216     | .466  |

- 2021年度シーズン終了時

### 年度別守備成績
| 年 度 | 球 団 | 一塁（1B） | 一塁（1B） | 一塁（1B） | 一塁（1B） | 一塁（1B） | 一塁（1B） | 三塁（3B） | 三塁（3B） | 三塁（3B） | 三塁（3B） | 三塁（3B） | 三塁（3B） |
| 年 度 | 球 団 | 試 合      | 刺 殺      | 補 殺      | 失 策      | 併 殺      | 守 備 率   | 試 合      | 刺 殺      | 補 殺      | 失 策      | 併 殺      | 守 備 率   |
| ----- | ----- | ---------- | ---------- | ---------- | ---------- | ---------- | ---------- | ---------- | ---------- | ---------- | ---------- | ---------- | ---------- |
| 2021  | COL   | 2          | 15         | 2          | 0          | 0          | 1.000      | 5          | 2          | 6          | 0          | 0          | 1.000      |
| MLB   | MLB   | 2          | 15         | 2          | 0          | 0          | 1.000      | 5          | 2          | 6          | 0          | 0          | 1.000      |

- 2021年度シーズン終了時